# Ciencia, Tecnología y Sociedad
Ciencia, tecnología y sociedad es una revista revisada por pares. Proporciona un foro de discusión sobre cómo los avances en ciencia y tecnología influyen en la sociedad y viceversa. Es publicado tres veces al año por SAGE Publications .
Science Technology & Society ha sido galardonada con el premio Charles et Monique Moraze de la Fondation Maison Des Sciences De l'homme.
Esta revista es miembro del Comité de Ética de las Publicaciones (COPE).

## Resumen e indexación
Ciencia, Tecnología y Sociedad está resumido e indexado en:
- Consejo Australiano de Decanos de Negocios
- CCC
- DeepDyve®
- Holandés-KB
- EBSCO
- ICI
- Puerta J
- Academia Nacional de Ciencias Agrícolas (NAAS)
- ProQuest: Bibliografía Internacional de Ciencias Sociales (IBSS)
- Pro-Quest-RSP
- SeguridadLit
- ALCANCE
- Índice de citas de ciencias sociales (Web of Science)

Según Journal Citation Reports, la revista tiene un factor de impacto de 0,707 en 2017, lo que la sitúa en el puesto 192 entre 209 revistas en la categoría "Gestión".